# Ole Feddersen
Ole Feddersen (* 1974 in Hamburg) ist ein deutscher Sänger und Songschreiber.

## Leben und Werk
Feddersen wuchs in Schenefeld auf und besuchte das dortige Gymnasium. Mit 12 Jahren gründete er die Schülerband  Houseagent, in der Boris Lauterbach – ein späteres Bandmitglied der Gruppe Fettes Brot – Bassgitarre spielte. Nach einer Tischlerlehre erschien 2001 Feddersens Debütalbum OleSoul, das er unter seinem Vornamen Ole veröffentlichte. Im Jahr 2006 veröffentlichte er unter dem Künstlernamen OleSoul sein zweites Album Elbaufwärts. Dieses enthält die Single Hamburg & Cologne, mit der Feddersen im Februar 2006 den fünften Platz bei Stefan Raabs zweitem Bundesvision Song Contest in Wetzlar belegte. Im selben Jahr sang er für den Pixar-Film Cars die deutsche Version des Liedes Our Town (Unsere Stadt). Bei der ersten Staffel der 2011 begonnenen Gesangs-Castingshow The Voice of Germany erreichte er im Februar 2012 das Halbfinale der besten acht Teilnehmer. Im März 2012 ging er mit Udo Lindenberg auf Deutschland-Tournee.

## Diskografie

### Alben
- 2001: OleSoul
- 2006: Elbaufwärts (nur digital veröffentlicht)

### Singles
- 2001: Wir sehen uns wieder (als Ole feat. Paule, Malte & Philipp)
- 2006: Hamburg & Cologne (als OleSoul)
- 2012: Butterfly (als Ole, nur digital veröffentlicht)

## Filmografie
- 2012: Mit Udo Lindenberg auf Tour – Ein Roadmovie